# ShinMaywa US-2
Dimensions

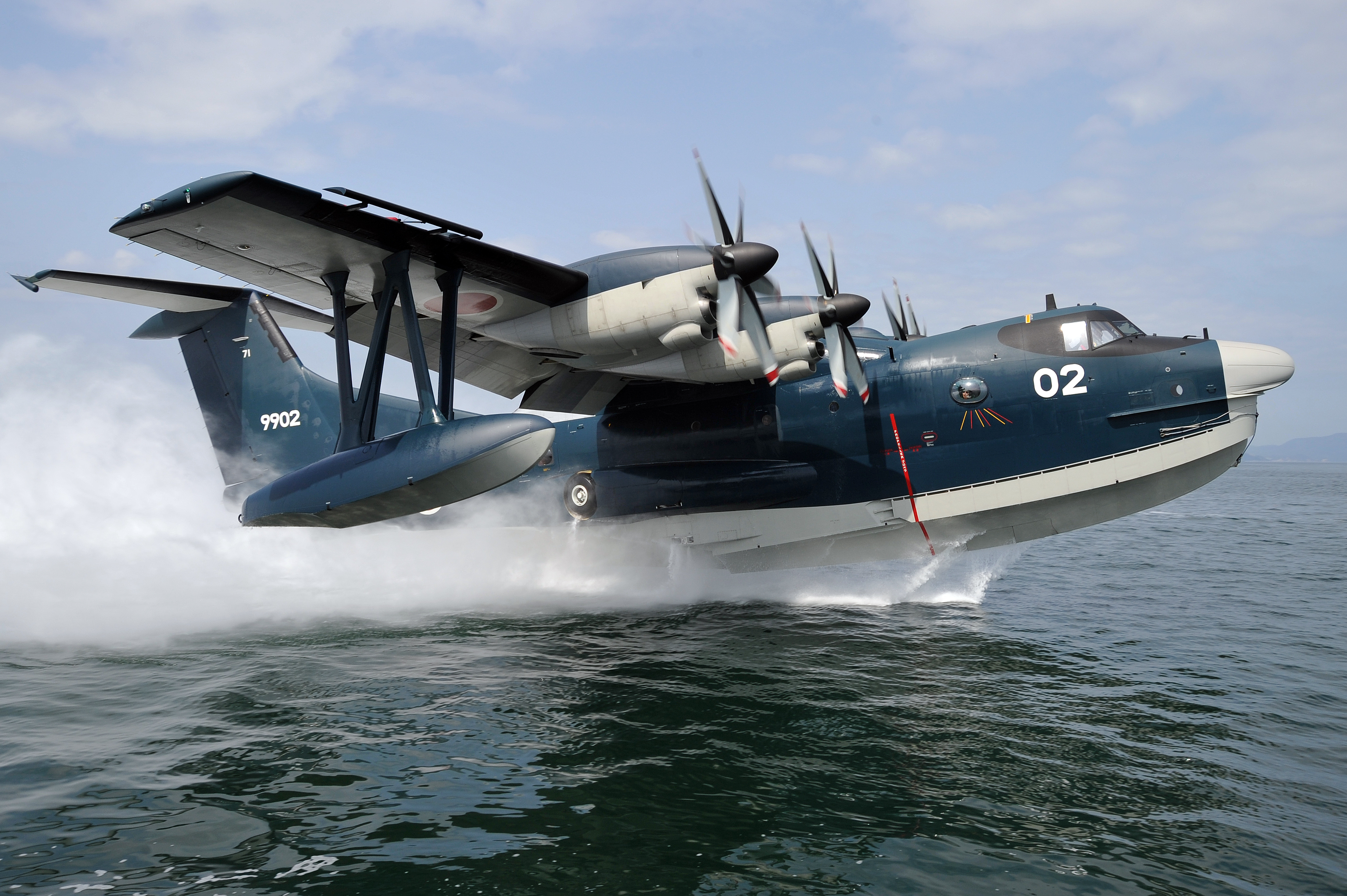

Le ShinMaywa US-2 est un hydravion quadrimoteur du constructeur japonais ShinMaywa (ex Shin Meiwa), à décollage et atterrissage court, conçu pour le sauvetage en mer. L'appareil, qui succède au Shin Meiwa US-1, a effectué son premier vol le 18 décembre 2003.
Cet avion procède à des décollages et atterrissages courts grâce à un dispositif de contrôle de couche limite, animé par un turbomoteur LHTEC CTS800-4K (Rolls-Royce & Honeywell) de 1 015 kW, identique à ceux de l'hélicoptère de combat RAH-66 Comanche dont le projet a été abandonné . À masse maximale de décollage l'aéronef s'arrache de l'eau après 280 m de course, et peut amerrir sur 330 m seulement. Sur terre à pleine charge (47,7 t) le décollage nécessite 490 m de course, et l'atterrissage 1 500 m. La configuration de sa coque lui permet un amerrissage jusqu'à 3 m de creux.

## Développement
Le développement du projet démarre en 1996 sous la désignation US-1A Kai, comme une modernisation du précédent US-1 de 1966. L'entreprise ShinMaywa Industries est nommée maître-d'œuvre en octobre 1996, et l'équipe d'ingénieurs chargée des modifications (US Modification Engineering Team - USMET) formée à partir d'une collaboration entre Kawasaki Heavy Industries, Mitsubishi Heavy Industries et NIPPI Corporation. Le cahier des charges impose une importante amélioration de la maniabilité lors des décollages et amerrissages, un aménagement intérieur dédié au confort maximal du patient ou de la personne secourue, et une augmentation du rayon d'action pour étendre les capacités de sauvetage. Ces contraintes nécessiteront de telles modifications que les études mèneront finalement à un nouvel appareil, plus qu'à une évolution. Le bureau d'études cherchera surtout à alléger la cellule au maximum, chaque détail de structure fera l'objet d'une minutieuse optimisation des masses. Le prototype numéro 1 est inauguré au roulage en avril 2003, puis entame son vol initial en décembre de la même année. Deux prototypes d'évaluation seront livrés au ministère de la Défense à la fin de 2004, lequel prendra livraison de la première version aboutie en mars 2007 sous la désignation US-2, en l'occurrence le prototype converti en avion de série. Un total de neuf avions sont construits en date de 2021, un a été accidenté en 2015.
Le fabricant ShinMaywa ne peut accueillir que deux cellules en construction simultanément et s'appuie fortement sur d'autres fabricants comme Kawasaki et Mitsubishi pour les principaux travaux de fabrication de sections de la cellule avant de terminer l'assemblage final à l'usine de Kobe
Chaque turbopropulseur est équipé d'une hélice à six pales R414 de Dowty Rotol. Le nez renferme le radar de recherche Ocean Master 100 développé par le français Thales.
À partir de la fin de 2014, l'Inde entre en négociations pour l'acquisition de deux appareils construits au Japon, puis d'une dizaine d'autres construits sous licence en Inde pour équiper la marine et des garde-côtes indiens. L'aboutissement d'un tel contrat inaugurerait le retour du Japon sur le marché de l'armement. En novembre 2015, l'accord est en cours de finalisation. Le 24 juillet 2016, le montant du contrat est annoncé à 1,65 milliard de dollars américains. En septembre 2024, cela ne s'est toujours pas concrétisé.
Après 17 ans de service, le premier US-2 immatriculé 9901 réceptionné dans l'aviation japonaise est retiré du service le 7 août 2024. Il est ensuite convoyé chez son constructeur qui pourrait profiter de cette cellule pour adapter l'avion à de nouvelles missions.

### Modularité
La cellule de l'aéronef peut recevoir des aménagements à la demande, qui le transformeront en hydravion de lutte anti-incendie (15 t d'eau chargées en 20 secondes), ou en avion de transport aérien certifié, d'une capacité atteignant jusqu'à 38 passagers.

## Utilisateurs
Force maritime d'autodéfense japonaise depuis les bases aériennes d'Iwakuni et d'Atsugi.

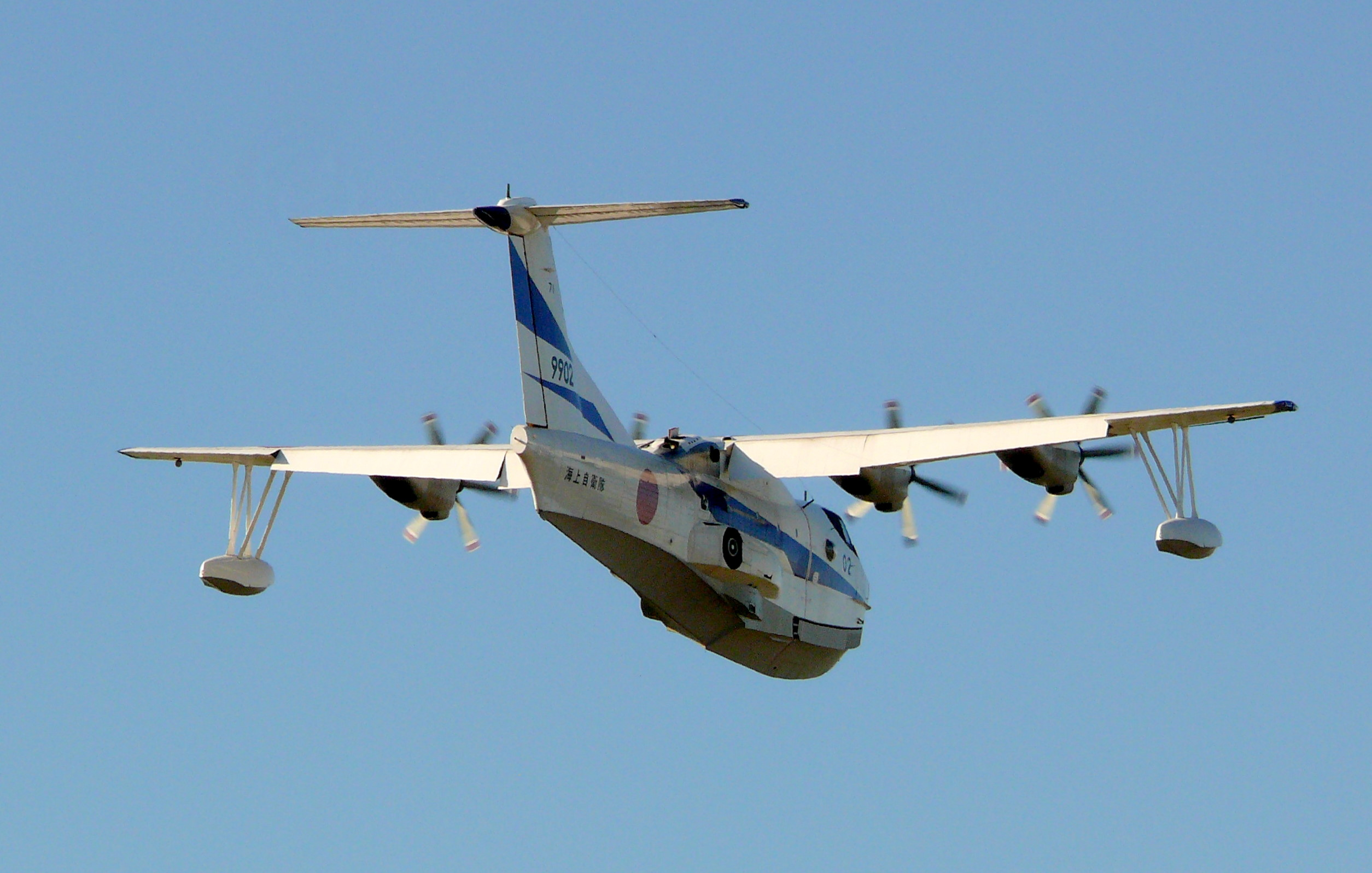
Poupe (2009)
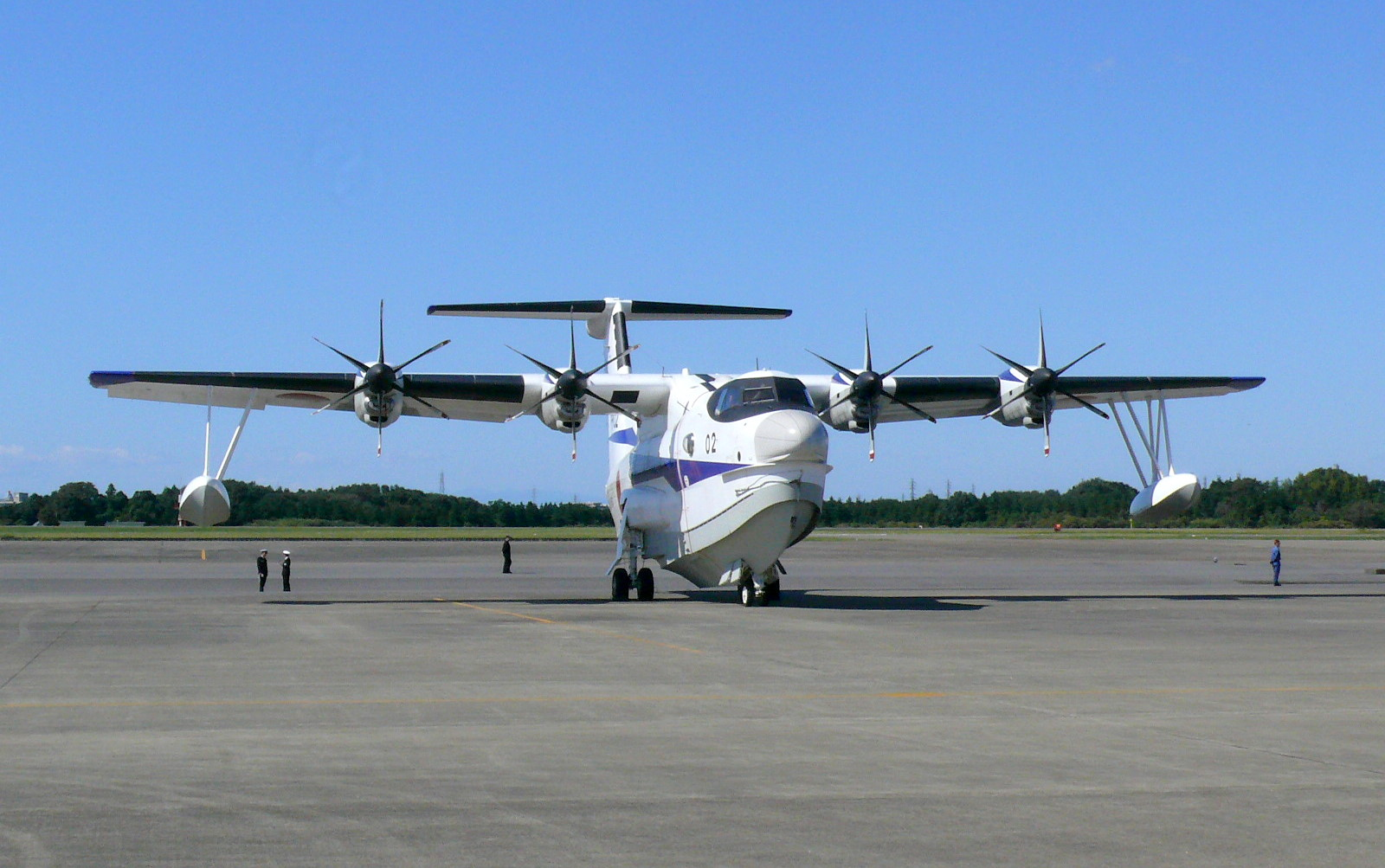
Au sol (2009)
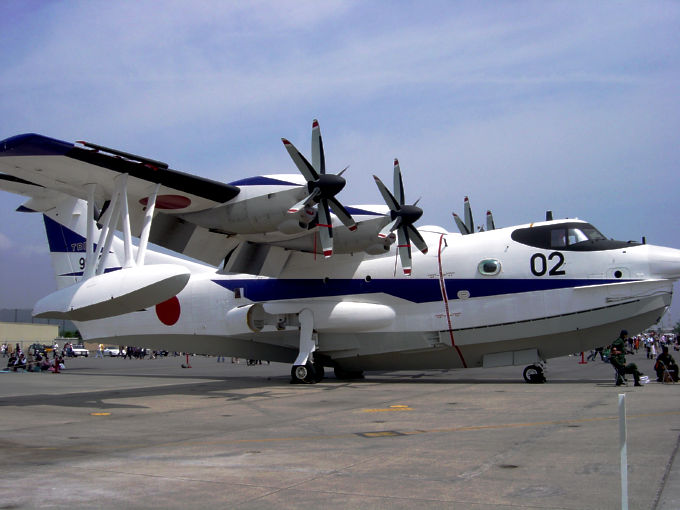
Base d'Iwakuni (2005)
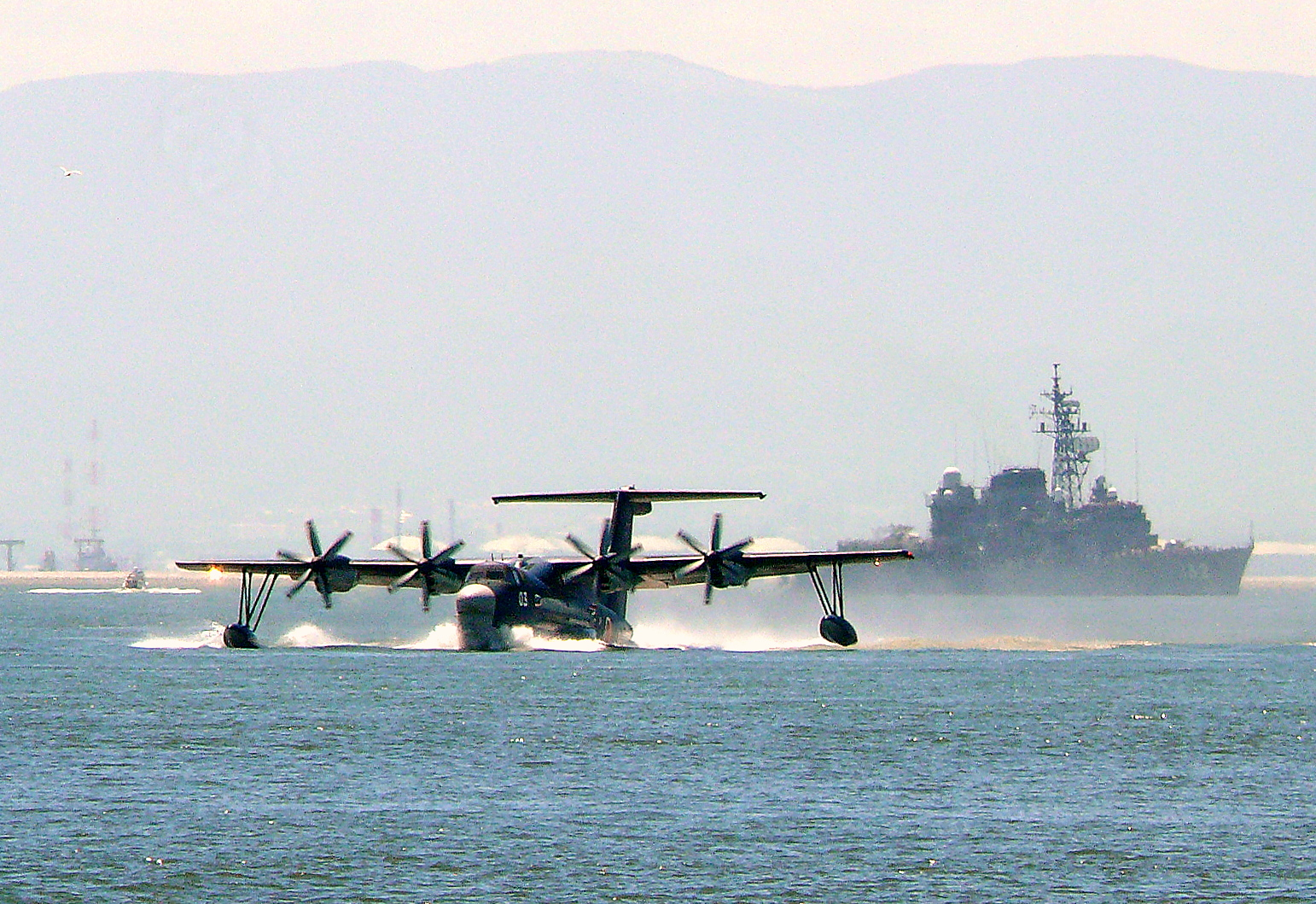
Base de Hansin (2010)

## Accidents
Le 28 avril 2015, le Shinmaywa US-2 immatriculé 9905 est impliqué dans un accident en mer, à 40 km au large de la province de Kōchi (Japon), à l'occasion d'une manœuvre avec la Force maritime d'autodéfense japonaise. Parmi les 19 membres d'équipage 4 seront légèrement blessés. Sans plus de précisions sur les circonstances, l'avion est retrouvé flottant sur ses ailes, nez dans l'eau et queue en l'air, avec un flotteur d'aile et l'un des quatre moteurs manquants. L'épave est repêchée en juin puis morcelée pour l'enquête technique.

### Comparaison
- Beriev Be-200
- Canadair CL-415
- Harbin SH-5